# Nathan der Weise (film 1922)
Nathan der Weise è un film muto del 1922 diretto da Manfred Noa.

## Produzione
Il film fu prodotto dalla Bavaria Film, Filmhaus Bavaria GmbH e dalla Münchner Lichtspielkunst AG (Emelka).

## Distribuzione
Distribuito dalla Bavaria-Filmverleih, fu presentato a Berlino il 29 dicembre 1922 e a Monaco di Baviera il 9 febbraio 1923. Sempre nel 1923, il film uscì anche in Austria (21 settembre, con il titolo Die Träne Gottes) e in Ungheria (in novembre, come Bölcs Náthán). Il 22 maggio 1925, fu presentato in Giappone.